# فيليبي جيل
فيليبي جيل (بالإسبانية: Felipe Gil)‏ هو مغني وكاتب أغاني مكسيكي، (ولد في مدينة فيراكروز في المكسيك 1913 – 1956 م).

## روابط خارجية
- فيليبي جيل على موقع ميوزك برينز (الإنجليزية)
- فيليبي جيل على موقع أول ميوزيك (الإنجليزية)
- فيليبي جيل على موقع ديسكوغز (الإنجليزية)